# Nati nel 1875

## Gennaio(69)
- 1º gennaio - Vito Bonventre, mafioso italiano († 1930)
- 1º gennaio - Vasilij Akimovič Charlamov, politico russo († 1957)
- 1º gennaio - Emil Grubbe, medico statunitense († 1960)
- 1º gennaio - René de Marmande, giornalista e anarchico francese († 1949)
- 2 gennaio - William Humphrey, attore e regista statunitense († 1942)
- 3 gennaio - Alexandros Diomidis, politico e economista greco († 1950)
- 3 gennaio - Luigi Gatti, imprenditore italiano († 1912)
- 4 gennaio - Domenico Monleone, compositore e direttore d'orchestra italiano († 1942)
- 5 gennaio - Raffaello Bertieri, editore, designer e tipografo italiano († 1941)
- 5 gennaio - Stuart Blackton, regista, produttore cinematografico e attore britannico († 1941)
- 5 gennaio - Otto Boehnke, ginnasta e multiplista statunitense († 1950)
- 5 gennaio - Agide Jacchia, flautista, compositore e direttore d'orchestra italiano († 1932)
- 6 gennaio - Elisabeth von Gutmann, nobildonna austriaca († 1947)
- 7 gennaio - Gustav Flatow, ginnasta tedesco († 1945)
- 9 gennaio - Carlo Angela, medico, politico e antifascista italiano († 1949)
- 9 gennaio - Arturo Baranzini, imprenditore, politico e antifascista italiano († 1937)
- 9 gennaio - Angelo Gatti, generale, saggista e romanziere italiano († 1948)
- 9 gennaio - Julio Herrera y Reissig, poeta, drammaturgo e saggista uruguaiano († 1910)
- 9 gennaio - Gertrude Vanderbilt Whitney, scultrice statunitense († 1942)
- 10 gennaio - Paul Clairmont, chirurgo austriaco († 1942)
- 10 gennaio - Federico Millosevich, mineralogista e politico italiano († 1942)
- 10 gennaio - Ugo Ricci, giornalista e scrittore italiano († 1940)
- 10 gennaio - Giulio Rodinò, politico italiano († 1946)
- 10 gennaio - Issai Schur, matematico tedesco († 1941)
- 11 gennaio - Reinhold Moritzevič Glière, compositore russo († 1956)
- 11 gennaio - Fritz Manteuffel, ginnasta tedesco († 1941)
- 12 gennaio - Max Naumann, politico tedesco († 1939)
- 12 gennaio - Torello Santini, scultore italiano († 1946)
- 13 gennaio - Ruggero Bovelli, arcivescovo cattolico italiano († 1954)
- 13 gennaio - Joseph Vendryes, linguista francese († 1960)
- 14 gennaio - Thurlow Bergen, attore statunitense († 1954)
- 14 gennaio - Felix Hamrin, politico svedese († 1937)
- 14 gennaio - Albert Schweitzer, medico, teologo e filantropo tedesco († 1965)
- 15 gennaio - Tom Burke, velocista statunitense († 1929)
- 15 gennaio - Maria Forescu, attrice rumena († 1947)
- 15 gennaio - Luigi Variara, presbitero e missionario italiano († 1923)
- 16 gennaio - Angela di San Giuseppe, religiosa spagnola († 1936)
- 16 gennaio - Leonor Michaelis, biochimico e medico tedesco († 1949)
- 17 gennaio - Gian Giuseppe Durini, nobile e politico italiano († 1958)
- 17 gennaio - Paul Froment, poeta francese († 1898)
- 17 gennaio - Florencio Sánchez, drammaturgo uruguaiano († 1910)
- 17 gennaio - Cora Wilson Stewart, educatrice statunitense († 1958)
- 18 gennaio - Antonio Ghisu, pittore italiano († 1951)
- 19 gennaio - Joep Packbiers, arciere olandese († 1957)
- 20 gennaio - José León Pagano, scrittore, drammaturgo e pittore argentino († 1964)
- 20 gennaio - Henrik Sjöberg, altista, lunghista e velocista svedese († 1905)
- 20 gennaio - Cecil Spooner, attrice, regista e sceneggiatrice statunitense († 1953)
- 21 gennaio - Carlo Adolfo Cantù, compositore italiano († 1942)
- 21 gennaio - Paul Kahle, orientalista e islamista tedesco († 1964)
- 21 gennaio - Arthur Wontner, attore britannico († 1960)
- 22 gennaio - Astrid Cleve, botanica, chimica e geologa svedese († 1968)
- 22 gennaio - Aleksandr Frizon, vescovo cattolico russo († 1937)
- 22 gennaio - David Wark Griffith, regista, produttore cinematografico e sceneggiatore statunitense († 1948)
- 22 gennaio - Bonifacius Cornelis de Jonge, politico olandese († 1954)
- 22 gennaio - Giuseppe Oppezzo, tenore italiano
- 24 gennaio - Maria di Campello, religiosa italiana († 1961)
- 25 gennaio - William Easton, tennista statunitense († 1928)
- 25 gennaio - Gunnar Höjer, ginnasta svedese († 1936)
- 27 gennaio - Otto Hettner, pittore e scultore tedesco († 1931)
- 27 gennaio - Frank MacQuarrie, attore statunitense († 1950)
- 28 gennaio - Julián Carrillo, compositore, direttore d'orchestra e violinista messicano († 1965)
- 29 gennaio - Eugen Bregant, militare austriaco († 1936)
- 29 gennaio - Ernesto Paselli, militare italiano († 1918)
- 29 gennaio - George Stanley, attore statunitense
- 30 gennaio - Walter Middelberg, canottiere olandese († 1944)
- 31 gennaio - Max Bauer, generale tedesco († 1929)
- 31 gennaio - Horace B. Carpenter, attore, regista e sceneggiatore statunitense († 1945)
- 31 gennaio - Georges Robert, ammiraglio francese († 1965)
- 31 gennaio - Santi Romano, giurista, magistrato e politico italiano († 1947)

## Febbraio(70)
- 1º febbraio - André Gaudin, canottiere francese († 1926)
- 1º febbraio - Giacomo da Ghazir, presbitero libanese († 1954)
- 1º febbraio - L.C. MacBean, regista e sceneggiatore scozzese († 1929)
- 2 febbraio - Fritz Kreisler, violinista e compositore austriaco († 1962)
- 2 febbraio - Erkki Melartin, compositore, direttore d'orchestra e docente finlandese († 1937)
- 2 febbraio - William Wright Smith, botanico scozzese († 1956)
- 3 febbraio - Paolo Lanzerotti, architetto e ingegnere italiano († 1944)
- 4 febbraio - Cesare Battisti, patriota e giornalista italiano († 1916)
- 4 febbraio - Filippo di Gesù Munárriz Azcona, presbitero spagnolo († 1936)
- 4 febbraio - Ludwig Prandtl, ingegnere e fisico tedesco († 1953)
- 5 febbraio - Margarete Ferida, attrice tedesca († 1950)
- 5 febbraio - Marcus Ward Lyon, zoologo e biologo statunitense († 1942)
- 5 febbraio - Františka Plamínková, politica e attivista ceca († 1942)
- 5 febbraio - Gonzalo Queipo de Llano, generale spagnolo († 1951)
- 5 febbraio - Ricardo Viñes, pianista e insegnante spagnolo († 1943)
- 6 febbraio - Otto Geßler, politico tedesco († 1955)
- 6 febbraio - Leslie Green, architetto inglese († 1908)
- 7 febbraio - Walter Courvoisier, compositore, direttore d'orchestra e docente svizzero († 1931)
- 7 febbraio - George Larner, marciatore britannico († 1949)
- 9 febbraio - Paul Freiherr von Eltz-Rübenach, politico tedesco († 1943)
- 9 febbraio - Alessandro Ghigi, zoologo, naturalista e ambientalista italiano († 1970)
- 9 febbraio - Modesto Panetti, ingegnere aeronautico e politico italiano († 1957)
- 10 febbraio - Gaston Billotte, generale francese († 1940)
- 10 febbraio - Ferdinand Chalandon, storico e numismatico francese († 1921)
- 10 febbraio - Elvira Notari, regista cinematografica italiana († 1946)
- 10 febbraio - Emanuello Pannocchieschi d'Elci, politico italiano († 1937)
- 11 febbraio - Étienne-Auguste Krier, pittore francese († 1953)
- 13 febbraio - Fabio Bargagli Petrucci, storico e politico italiano († 1939)
- 14 febbraio - Giulio Bargellini, pittore italiano († 1936)
- 14 febbraio - Salvatore Citelli, medico e chirurgo italiano († 1947)
- 14 febbraio - Emil Komel, compositore sloveno († 1960)
- 15 febbraio - Marcello Grabau, politico italiano
- 16 febbraio - Antonio Cosulich, armatore italiano († 1957)
- 16 febbraio - John Duha, ginnasta e multiplista statunitense († 1940)
- 16 febbraio - Pio Heredia Zubía, presbitero spagnolo († 1936)
- 16 febbraio - Valentine de Saint-Point, scrittrice, poetessa e danzatrice francese († 1953)
- 17 febbraio - Adolph Weber, ginnasta e multiplista tedesco
- 17 febbraio - Luisa di Danimarca, principessa danese († 1906)
- 18 febbraio - Arnaldo Agnelli, politico, avvocato e politologo italiano († 1921)
- 19 febbraio - Jean Stern, schermidore francese († 1962)
- 20 febbraio - Virginio Cavallini, militare e ingegnere italiano († 1944)
- 20 febbraio - Marie Marvingt, aviatrice e sportiva francese († 1963)
- 21 febbraio - Jeanne Calment, supercentenaria francese († 1997)
- 21 febbraio - Giuseppe Gianfranceschi, fisico e presbitero italiano († 1934)
- 21 febbraio - Charles-François-Prosper Guérin, pittore francese († 1939)
- 21 febbraio - Dummy Taylor, giocatore di baseball statunitense († 1958)
- 22 febbraio - Enrico Arcioni, pittore italiano († 1954)
- 22 febbraio - James Kirkwood, attore, regista e sceneggiatore statunitense († 1963)
- 22 febbraio - Sofia Adelaide in Baviera, principessa tedesca († 1957)
- 22 febbraio - Sigurd Wandel, pittore danese († 1947)
- 23 febbraio - Rose Lamartine Yates, attivista inglese († 1954)
- 24 febbraio - Alfred Agache, architetto, urbanista e sociologo francese († 1959)
- 24 febbraio - Raffaele Chiurazzi, poeta italiano († 1957)
- 24 febbraio - Maximilian von Schenckendorff, generale tedesco († 1943)
- 25 febbraio - Salvatore Di Marzo, politico e giurista italiano († 1954)
- 25 febbraio - Karl August Nerger, militare tedesco († 1947)
- 25 febbraio - Franz Nieberl, alpinista e scrittore tedesco († 1968)
- 26 febbraio - Rinaldo Beretta, presbitero e storico italiano († 1976)
- 26 febbraio - Frederick Hamilton-Temple-Blackwood, III marchese di Dufferin e Ava, politico e ufficiale inglese († 1930)
- 26 febbraio - Milan Neralić, schermidore croato († 1918)
- 26 febbraio - Richard Wetz, compositore tedesco († 1935)
- 27 febbraio - Antonio De Francesco, scultore italiano († 1963)
- 27 febbraio - Vladimir Petrovič Filatov, medico sovietico († 1956)
- 27 febbraio - Eva Mylott, contralto australiana († 1920)
- 27 febbraio - Alfredo Pitta, traduttore e scrittore italiano († 1952)
- 28 febbraio - Tommaso David, marinaio e militare italiano († 1959)
- 28 febbraio - Viliam Figuš-Bystrý, compositore, pianista e direttore d'orchestra slovacco († 1937)
- 28 febbraio - Maurice Renard, scrittore francese († 1939)
- 28 febbraio - Abd-el-Kader Salza, storico della letteratura e filologo italiano († 1919)
- 28 febbraio - Benno Singer, impresario teatrale e imprenditore ungherese († 1934)

## Marzo(74)
- 1º marzo - Wilson Benge, attore inglese († 1955)
- 1º marzo - Sigurður Eggerz, politico islandese († 1945)
- 1º marzo - Achille Gaggia, imprenditore e politico italiano († 1953)
- 2 marzo - Jean-Baptiste-Arthur Angrignon, politico canadese († 1948)
- 2 marzo - Hans Lietzmann, teologo e filologo tedesco († 1942)
- 2 marzo - Augusto Mancini, filologo classico, grecista e politico italiano († 1957)
- 2 marzo - Mariantonia Samà, beata italiana († 1953)
- 3 marzo - Walter J. Kohler, imprenditore e politico statunitense († 1940)
- 4 marzo - Henri Duvernois, scrittore, drammaturgo e sceneggiatore francese († 1937)
- 4 marzo - Mihály Károlyi, politico ungherese († 1955)
- 4 marzo - Enrique Larreta, poeta, drammaturgo e diplomatico argentino († 1961)
- 6 marzo - Fernando Agnoletti, scrittore e giornalista italiano († 1933)
- 7 marzo - Giovanni Secondo Anfossi, politico italiano († 1960)
- 7 marzo - Albert Ayat, schermidore francese († 1935)
- 7 marzo - Giovanni Morselli, chimico, farmacista e dirigente d'azienda italiano († 1958)
- 7 marzo - Maurice Ravel, compositore, pianista e direttore d'orchestra francese († 1937)
- 8 marzo - Franco Alfano, compositore italiano († 1954)
- 8 marzo - Pasquale Creazzo, poeta italiano († 1963)
- 8 marzo - Domenico De Dominicis, militare italiano († 1913)
- 8 marzo - Maurice Hemelsoet, canottiere belga († 1943)
- 8 marzo - Kenkichi Ueda, generale giapponese († 1962)
- 9 marzo - Donald Mennie, imprenditore e fotografo scozzese († 1944)
- 9 marzo - Evelyn Sears, tennista statunitense († 1966)
- 9 marzo - Juan de Dios Martínez, politico ecuadoriano († 1955)
- 10 marzo - Aleksandr Borisovič Gol'denvejzer, compositore e pianista russo († 1961)
- 11 marzo - Narciso Alonso Cortés, saggista spagnolo († 1972)
- 11 marzo - Stub Wiberg, attore norvegese († 1929)
- 14 marzo - John Burnett-Stuart, generale britannico († 1958)
- 14 marzo - Piero Schiavazzi, tenore italiano († 1949)
- 15 marzo - Faik Konica, scrittore albanese († 1942)
- 15 marzo - Henri Ghéon, medico, scrittore e poeta francese († 1944)
- 16 marzo - Percy MacKaye, drammaturgo, poeta e librettista statunitense († 1956)
- 17 marzo - Phillip Richardson, giornalista e scrittore britannico († 1963)
- 17 marzo - Rudolf Schrader, ginnasta e multiplista statunitense († 1981)
- 18 marzo - Félix Carvajal, maratoneta cubano († 1949)
- 18 marzo - Beppe Ciardi, pittore italiano († 1932)
- 18 marzo - Manuel Trucco, politico cileno († 1954)
- 19 marzo - Azeglio Bemporad, astronomo e matematico italiano († 1945)
- 19 marzo - Edward Fielding, attore statunitense († 1945)
- 19 marzo - George Pearson, regista inglese († 1973)
- 19 marzo - Gustav Wyneken, pedagogo e scrittore tedesco († 1964)
- 19 marzo - Zhang Zuolin, generale e politico cinese († 1928)
- 20 marzo - Alberto Bachmann, violinista, compositore e musicologo francese († 1963)
- 20 marzo - Vladimir Sergeevič Ignatovskij, fisico sovietico († 1942)
- 21 marzo - Adolfo Betti, violinista italiano († 1950)
- 21 marzo - Mario Betti, chimico italiano († 1942)
- 21 marzo - Cesare Boccoleri, arcivescovo cattolico italiano († 1956)
- 21 marzo - Jean-René Cruchet, medico francese († 1959)
- 21 marzo - Jane Wolfe, attrice statunitense († 1958)
- 21 marzo - Władysław Wróblewski, politico e diplomatico polacco († 1951)
- 22 marzo - Anton Hanak, scultore austriaco († 1934)
- 22 marzo - Friedrich von Huene, paleontologo tedesco († 1969)
- 23 marzo - Max Abraham, fisico e matematico tedesco († 1922)
- 23 marzo - Sayyid Hossein Tabataba'i Borujerdi, teologo e giurista iraniano († 1961)
- 23 marzo - Luigi Simeoni, storico italiano († 1952)
- 24 marzo - Billy Burns, giocatore di lacrosse canadese († 1953)
- 25 marzo - Spencer Charters, attore statunitense († 1943)
- 25 marzo - Sergio De Pilato, giurista e critico letterario italiano († 1956)
- 25 marzo - Giuseppe Malattia della Vallata, poeta, scrittore e saggista italiano († 1948)
- 26 marzo - Mario Calvino, agronomo e botanico italiano († 1951)
- 26 marzo - William Wordsworth Fisher, ammiraglio britannico († 1937)
- 26 marzo - Salvatore Pagano, generale italiano († 1950)
- 26 marzo - Syngman Rhee, politico sudcoreano († 1965)
- 27 marzo - Jean Cau, canottiere francese († 1921)
- 27 marzo - J. Charles Haydon, regista, attore e sceneggiatore statunitense († 1943)
- 27 marzo - Pierre-Albert Marquet, pittore francese († 1947)
- 27 marzo - Cécile Vogt-Mugnier, neurologa francese († 1962)
- 28 marzo - Camillo Cantarano, magistrato e politico italiano († 1961)
- 28 marzo - Ragnhild Jølsen, scrittrice norvegese († 1908)
- 28 marzo - Gyula Kakas, ginnasta ungherese († 1928)
- 28 marzo - Helen Westley, attrice statunitense († 1942)
- 29 marzo - Johan Edman, tiratore di fune svedese († 1927)
- 29 marzo - Arthur Wood, velista britannico († 1939)
- 30 marzo - Thomas Xenakis, ginnasta greco († 1942)

## Aprile(72)
- 1º aprile - Winifred Moberly, insegnante britannica († 1928)
- 1º aprile - Michele Testa, antifascista italiano († 1944)
- 1º aprile - Edgar Wallace, scrittore, giornalista e drammaturgo britannico († 1932)
- 2 aprile - Walter Chrysler, imprenditore statunitense († 1940)
- 3 aprile - Mistinguett, attrice e cantante francese († 1956)
- 4 aprile - Richard Genserowski, ginnasta tedesco († 1955)
- 4 aprile - Samuel S. Hinds, attore statunitense († 1948)
- 4 aprile - Pierre Monteux, direttore d'orchestra francese († 1964)
- 4 aprile - Kazimierz Prószyński, inventore polacco († 1945)
- 5 aprile - Arturo Caroti, politico e scrittore italiano († 1931)
- 5 aprile - Pietro Parenti, pittore, scultore e letterato italiano († 1948)
- 6 aprile - Michele De Franchis, matematico italiano († 1946)
- 6 aprile - Ksenija Aleksandrovna Romanova, nobile russa († 1960)
- 6 aprile - Alfredo Romano del Liechtenstein, politico austriaco († 1930)
- 7 aprile - Elizabeth Bryant, aracnologa statunitense († 1953)
- 7 aprile - Andrea Corsini, medico e storico della scienza italiano († 1961)
- 7 aprile - Bruno Croatto, pittore italiano († 1948)
- 8 aprile - Alberto I del Belgio, sovrano belga († 1934)
- 8 aprile - Adelchi Baratono, filosofo e politico italiano († 1947)
- 8 aprile - Alberto Fassini, imprenditore, politico e produttore cinematografico italiano († 1942)
- 8 aprile - Emmanuel Malynski, saggista polacco († 1938)
- 9 aprile - Leonetto Cappiello, pubblicitario, illustratore e pittore italiano († 1942)
- 9 aprile - Jacques Futrelle, scrittore e giornalista statunitense († 1912)
- 12 aprile - Claudio Faina, imprenditore e politico italiano († 1954)
- 12 aprile - Edward Hutton, scrittore britannico († 1969)
- 12 aprile - Giorgio Polacco, direttore d'orchestra italiano († 1960)
- 12 aprile - Hugo Sinzheimer, giurista tedesco († 1945)
- 12 aprile - Theodore Wharton, regista e produttore cinematografico statunitense († 1931)
- 12 aprile - Gabriel Van Dievoet, pittore e decoratore belga († 1934)
- 14 aprile - Luigi Carnera, astronomo e matematico italiano († 1962)
- 14 aprile - Francesco Luigi Giuseppe Maria di Borbone-Busset, militare e tiratore a segno francese († 1954)
- 15 aprile - James J. Jeffries, pugile e arbitro di pugilato statunitense († 1953)
- 15 aprile - Arturo Mercanti, militare, pioniere dell'aviazione e pilota automobilistico italiano († 1936)
- 16 aprile - Alfredo De Medio, giurista italiano († 1908)
- 16 aprile - Francesco Ferrario, ebanista italiano († 1946)
- 18 aprile - Abd-ru-shin, scrittore tedesco († 1941)
- 18 aprile - Ugo Amaldi, matematico italiano († 1957)
- 18 aprile - Ottavio Munerati, agronomo italiano († 1949)
- 18 aprile - Giuseppe Viner, disegnatore, pittore e fotografo italiano († 1925)
- 19 aprile - Michele Crimi, pedagogista italiano († 1963)
- 19 aprile - Juddha Shamsher Jang Bahadur Rana, politico nepalese († 1952)
- 19 aprile - Ernesto Vassallo, politico e giornalista italiano († 1940)
- 20 aprile - Claude de Boissière, schermidore francese († 1930)
- 20 aprile - Giuseppe Fiamingo, sociologo e politico italiano († 1966)
- 21 aprile - Paul Pfeiffer, chimico tedesco († 1951)
- 21 aprile - André Siegfried, sociologo e geografo francese († 1959)
- 21 aprile - Egon von Waldstätten, militare e storico austriaco († 1951)
- 22 aprile - Louis Martin, pallanuotista e nuotatore francese († 1957)
- 23 aprile - George Allan, calciatore scozzese († 1899)
- 23 aprile - Élisabeth de Gramont, scrittrice francese († 1954)
- 23 aprile - Shōen Uemura, pittrice giapponese († 1949)
- 25 aprile - Laura Alvarado Cardozo, religiosa venezuelana († 1967)
- 25 aprile - George Burford, allenatore di calcio inglese († 1931)
- 25 aprile - Giulio Costanzi, generale e ingegnere italiano († 1965)
- 25 aprile - Florian Demange, vescovo cattolico e missionario francese († 1938)
- 25 aprile - Ugo Falena, commediografo, impresario teatrale e regista cinematografico italiano († 1931)
- 25 aprile - Valeriu Traian Frențiu, vescovo cattolico rumeno († 1952)
- 25 aprile - Enrico d'Oncieu de Chaffardon, militare italiano († 1915)
- 26 aprile - Bhavsinhji II, principe indiano († 1919)
- 26 aprile - Natalie Curtis, etnomusicologa statunitense († 1921)
- 27 aprile - Maurice de Broglie, fisico francese († 1960)
- 27 aprile - Salvatore Denti Amari di Pirajno, ammiraglio, aviatore e politico italiano († 1942)
- 27 aprile - Lumsden Hare, attore, regista e produttore teatrale irlandese († 1964)
- 27 aprile - Georges Hébert, insegnante francese († 1957)
- 27 aprile - Pietro Pagnini, storico della scienza italiano († 1954)
- 27 aprile - Giovanni Tofani, ingegnere e politico italiano († 1947)
- 28 aprile - Henry Beresford, VI marchese di Waterford, ufficiale irlandese († 1911)
- 28 aprile - Augusta Maria di Baviera, nobile tedesca († 1964)
- 29 aprile - Rafael Sabatini, scrittore italiano († 1950)
- 29 aprile - Sirio Solazzi, giurista italiano († 1957)
- 30 aprile - Julien Brulé, arciere francese († 1928)
- 30 aprile - Friedrich Opel, imprenditore e ciclista su strada tedesco († 1938)

## Maggio(62)
- 1º maggio - David Hall, mezzofondista statunitense († 1972)
- 1º maggio - Gavriil Adrianovič Tichov, astronomo sovietico († 1960)
- 2 maggio - Albano Sorbelli, storico, bibliografo e bibliotecario italiano († 1944)
- 3 maggio - Karl Abraham, psichiatra e psicoanalista tedesco († 1925)
- 3 maggio - Cruz Laplana y Laguna, vescovo cattolico spagnolo († 1936)
- 4 maggio - John J. Blaine, politico statunitense († 1934)
- 4 maggio - Marius Lefèvre, ginnasta danese († 1958)
- 4 maggio - Teizaburō Sekiya, politico giapponese († 1950)
- 4 maggio - Wojciech Weiss, pittore e disegnatore polacco († 1950)
- 6 maggio - William Leahy, ammiraglio e diplomatico statunitense († 1959)
- 7 maggio - Frank Bizzoni, pistard italiano († 1926)
- 7 maggio - Bill Hoyt, astista e ostacolista statunitense († 1954)
- 8 maggio - Alexandre Eugène Dufour, fisico francese († 1942)
- 8 maggio - Francesco Ribezzo, glottologo e archeologo italiano († 1952)
- 9 maggio - Leopold Andrian, scrittore e diplomatico austriaco († 1951)
- 9 maggio - Angelo Montechiari, fantino italiano († 1909)
- 9 maggio - Gregoria de Jesús, rivoluzionaria e attivista filippina († 1943)
- 10 maggio - Ambroise Garin, ciclista su strada italiano († 1969)
- 10 maggio - Eugen Schauman, attivista finlandese († 1904)
- 11 maggio - Giuseppe Fagiolari, magistrato e politico italiano († 1950)
- 11 maggio - Giuseppe Migone, arcivescovo cattolico italiano († 1951)
- 11 maggio - Federico Orlando, pittore italiano († 1953)
- 11 maggio - Harriet Quimby, aviatrice, giornalista e sceneggiatrice statunitense († 1912)
- 12 maggio - Charles Holden, architetto e designer inglese († 1960)
- 14 maggio - José Santos Chocano, poeta, scrittore e diplomatico peruviano († 1934)
- 14 maggio - Beppo Levi, matematico italiano († 1961)
- 15 maggio - Eduino Maoro, architetto italiano († 1950)
- 16 maggio - John Francis Skjellerup, astronomo australiano († 1952)
- 17 maggio - Jean Angelo, attore francese († 1933)
- 17 maggio - Ernst Friedberger, immunologo e igienista tedesco († 1932)
- 17 maggio - Joel Elias Spingarn, educatore, critico letterario e attivista statunitense († 1939)
- 18 maggio - Juliette Dantin, violinista e cantante francese († 1930)
- 18 maggio - Guido Alberto Fano, compositore, direttore d'orchestra e pianista italiano († 1961)
- 18 maggio - Robert Elmer Horton, idrologo statunitense († 1945)
- 18 maggio - Hans Lem, ginnasta norvegese († 1962)
- 18 maggio - Herbert Lyon, calciatore inglese († 1961)
- 18 maggio - Domenico Milani, magistrato e politico italiano († 1955)
- 18 maggio - Ted Ranken, tiratore a segno britannico († 1950)
- 18 maggio - Abigaille Zanetta, educatrice italiana († 1945)
- 19 maggio - Einar Hein, pittore danese († 1931)
- 20 maggio - George Buckley, crickettista britannico († 1955)
- 20 maggio - Hendrik Offerhaus, canottiere olandese († 1953)
- 20 maggio - Giulio Valli, ammiraglio e politico italiano († 1948)
- 21 maggio - Edmund Heller, zoologo e naturalista statunitense († 1939)
- 22 maggio - Nicola Serena di Lapigio, scrittore, saggista e giornalista italiano († 1938)
- 22 maggio - Alexander Frederick Richmond Wollaston, esploratore, medico e botanico britannico († 1930)
- 23 maggio - Max Davidson, attore tedesco († 1950)
- 23 maggio - Frank Forman, calciatore inglese († 1961)
- 23 maggio - Alfred Sloan, imprenditore statunitense († 1966)
- 24 maggio - Moise Poggetto, antifascista e partigiano italiano († 1944)
- 24 maggio - Victor Wahltuch, scacchista inglese († 1953)
- 25 maggio - Ary van Leeuwen, flautista olandese († 1953)
- 26 maggio - Anna von Palen, attrice tedesca († 1939)
- 27 maggio - Carl Benedicks, fisico, mineralogista e chimico svedese († 1958)
- 27 maggio - Frederick Cuming, crickettista britannico († 1942)
- 29 maggio - Svetozar Ćorović, scrittore serbo († 1919)
- 29 maggio - Giovanni Gentile, filosofo, pedagogista e politico italiano († 1944)
- 29 maggio - Giovanni Marro, medico, antropologo e politico italiano († 1952)
- 29 maggio - Jorge Newbery, aviatore, scienziato e sportivo argentino († 1914)
- 30 maggio - Wallys Ghiglione, calciatore, arbitro di calcio e imprenditore italiano († 1924)
- 31 maggio - Harald Aars, architetto norvegese († 1945)
- 31 maggio - Luigi Barberis, generale italiano († 1946)

## Giugno(74)
- 1º giugno - Salvatore Gallo Poggi, avvocato e politico italiano († 1968)
- 1º giugno - Paul Landowski, scultore francese († 1961)
- 1º giugno - Carl Severing, politico tedesco († 1952)
- 2 giugno - Emil Abel, chimico austriaco († 1958)
- 2 giugno - Marie Lenéru, scrittrice e drammaturga francese († 1918)
- 2 giugno - Primo Panciroli, pittore italiano († 1946)
- 3 giugno - George Scarborough, scrittore e commediografo statunitense († 1951)
- 3 giugno - Pio Schinetti, giornalista italiano († 1941)
- 4 giugno - Albert E. Smith, regista, sceneggiatore e produttore cinematografico britannico († 1958)
- 4 giugno - Eloi de Bianya, religioso spagnolo († 1936)
- 5 giugno - Jack Broderick, giocatore di lacrosse canadese († 1957)
- 5 giugno - Anna Gould, filantropa statunitense († 1961)
- 5 giugno - Stanislav Kostka Neumann, poeta, giornalista e politico ceco († 1947)
- 6 giugno - Louis Cartier, imprenditore, gioielliere e orologiaio francese († 1942)
- 6 giugno - J. Farrell MacDonald, attore e regista statunitense († 1952)
- 6 giugno - Thomas Mann, scrittore e saggista tedesco († 1955)
- 6 giugno - Orazio Raimondo, avvocato e politico italiano († 1920)
- 7 giugno - Jules Clévenot, nuotatore e pallanuotista francese († 1933)
- 7 giugno - Stan Golestan, compositore rumeno († 1956)
- 7 giugno - Edith How-Martyn, attivista britannica († 1954)
- 8 giugno - Karol Anton Medvecký, presbitero, etnografo e museologo slovacco († 1937)
- 9 giugno - Erma Bossi, pittrice italiana († 1952)
- 9 giugno - Henry Hallett Dale, neurologo britannico († 1968)
- 10 giugno - Renée Carl, attrice e regista francese († 1954)
- 11 giugno - Riccardo Bachi, economista e statistico italiano († 1951)
- 11 giugno - Gilbert Emery, attore e sceneggiatore statunitense († 1945)
- 11 giugno - Sam Raybould, calciatore inglese († 1949)
- 12 giugno - Sam De Grasse, attore canadese († 1953)
- 12 giugno - Antonio Piatti, pittore e scultore italiano († 1962)
- 13 giugno - Miriam A. Ferguson, politica statunitense († 1961)
- 13 giugno - Paul Neumann, nuotatore austriaco († 1932)
- 13 giugno - Henry Seemann, attore e cantante danese († 1948)
- 14 giugno - Suzanne Chaigneau, violinista e docente francese († 1946)
- 14 giugno - Frederick Guest, politico inglese († 1937)
- 14 giugno - William Henry Phelps, ornitologo e esploratore statunitense († 1965)
- 15 giugno - Libero Andreotti, scultore, illustratore e ceramista italiano († 1933)
- 15 giugno - Henry Michaud, aviatore e generale francese († 1945)
- 15 giugno - Isma'il Sidqi, politico egiziano († 1950)
- 16 giugno - Fredrik Ljungström, ingegnere e imprenditore svedese († 1964)
- 16 giugno - Henry Paget, V marchese di Anglesey, nobile britannico († 1905)
- 18 giugno - Giò Batta Santini, politico italiano († 1948)
- 19 giugno - Paolo Orano, scrittore, politico e giornalista italiano († 1945)
- 19 giugno - William Tritton, ingegnere britannico († 1946)
- 19 giugno - Juho Vennola, politico finlandese († 1938)
- 20 giugno - Othenio Abel, paleontologo austriaco († 1946)
- 20 giugno - Catherine Doucet, attrice statunitense († 1958)
- 20 giugno - Charles Ericksen, lottatore norvegese († 1916)
- 20 giugno - Paul Escoffier, attore francese († 1941)
- 20 giugno - Oliver Morosco, produttore teatrale statunitense († 1945)
- 20 giugno - Reginald Punnett, biologo e genetista britannico († 1967)
- 20 giugno - Hermann Rothert, avvocato, politico e storico tedesco († 1962)
- 21 giugno - Hermann Beitzke, patologo tedesco († 1953)
- 22 giugno - Johannes Baader, architetto, scrittore e artista tedesco († 1955)
- 22 giugno - Nerses Diratzouyan, botanico e monaco cristiano armeno
- 23 giugno - Carl Milles, scultore svedese († 1955)
- 23 giugno - Jakob Tiedtke, attore tedesco († 1960)
- 23 giugno - Charles Treffel, pallanuotista francese († 1947)
- 24 giugno - László Berti, schermidore ungherese († 1952)
- 24 giugno - Bob Garrett, pesista, discobolo e altista statunitense († 1961)
- 24 giugno - William S. Sadler, psichiatra statunitense († 1969)
- 24 giugno - Diedrich Hermann Westermann, missionario, linguista e africanista tedesco († 1956)
- 25 giugno - William V. Mong, attore, regista e sceneggiatore statunitense († 1940)
- 26 giugno - Emilio Bianchi, astronomo italiano († 1941)
- 26 giugno - Oskar Goßler, canottiere tedesco († 1953)
- 26 giugno - Ugo Guido Mondolfo, storico e politico italiano († 1958)
- 26 giugno - Mario Nani Mocenigo, militare, marinaio e storico italiano († 1943)
- 26 giugno - Riccardo Stracciari, baritono italiano († 1955)
- 27 giugno - Riccardo Zanella, politico italiano († 1959)
- 28 giugno - Edwin Cerio, ingegnere, scrittore e naturalista italiano († 1960)
- 28 giugno - Henri Lebesgue, matematico francese († 1941)
- 29 giugno - Pietro Fineschi, architetto e ingegnere italiano († 1945)
- 30 giugno - Giuseppe di Borbone-Parma, nobile italiano († 1950)
- 30 giugno - Giuseppe Bruno, cardinale italiano († 1954)
- 30 giugno - Paul McAllister, attore e sceneggiatore statunitense († 1955)

## Luglio(67)
- 1º luglio - Ettore Cipolla, politico e magistrato italiano († 1963)
- 1º luglio - Maurice Mariaud, attore, regista e scrittore francese († 1958)
- 2 luglio - Fehime Sultan, principessa ottomana († 1929)
- 2 luglio - Fritz Ullmann, chimico tedesco († 1939)
- 3 luglio - Ernst Ferdinand Sauerbruch, chirurgo tedesco († 1951)
- 4 luglio - Paul Ernst Levy, chimico tedesco († 1956)
- 6 luglio - Carlo Bazzi, pittore italiano († 1947)
- 6 luglio - Charles Perrin, canottiere francese († 1954)
- 6 luglio - Luigi Puccianti, fisico italiano († 1952)
- 7 luglio - Carlo Bonfanti, tuffatore italiano († 1933)
- 7 luglio - Paul Cauchie, architetto e pittore belga († 1952)
- 7 luglio - Avguštin Stegenšek, presbitero e storico dell'arte sloveno († 1920)
- 8 luglio - Siegmund von Suchodolski, grafico, illustratore e architetto tedesco († 1935)
- 9 luglio - Vittorio Rossi Pianelli, attore e regista italiano († 1953)
- 10 luglio - Edmund Clerihew Bentley, scrittore inglese († 1956)
- 10 luglio - Mary McLeod Bethune, educatrice e imprenditrice statunitense († 1955)
- 10 luglio - Dezső Pattantyús-Ábrahám, politico ungherese († 1973)
- 10 luglio - Marguerite Sylva, mezzosoprano belga († 1957)
- 10 luglio - Quinto Santoli, storico e bibliotecario italiano († 1959)
- 10 luglio - Otto Wurzburg, compositore di scacchi statunitense († 1951)
- 11 luglio - Max Krehan, insegnante tedesco († 1925)
- 11 luglio - Enrico Leone, economista e giornalista italiano († 1940)
- 12 luglio - Ernst Sigismund Fischer, matematico austriaco († 1954)
- 12 luglio - Isaac Westergren, velocista svedese († 1950)
- 13 luglio - Francesco Paoloni, giornalista e politico italiano († 1956)
- 14 luglio - Egisto Cagnoni, sindacalista e politico italiano († 1944)
- 14 luglio - Alfredo De Antoni, attore e regista italiano († 1953)
- 14 luglio - Richard Delbrück, archeologo tedesco († 1957)
- 14 luglio - Clemens von Franckenstein, compositore tedesco († 1942)
- 15 luglio - Rudolf Levy, pittore tedesco († 1944)
- 15 luglio - Gastón Mallet, architetto francese († 1964)
- 15 luglio - Frank Morgenweck, cestista, allenatore di pallacanestro e dirigente sportivo statunitense († 1941)
- 16 luglio - Walter Grant, tenore e attore italiano († 1973)
- 16 luglio - Karl Grünberg, patologo tedesco († 1932)
- 16 luglio - Fortunato Tami, pittore e incisore italiano († 1942)
- 18 luglio - Gudbrand Skatteboe, tiratore a segno norvegese († 1965)
- 19 luglio - Alice Dunbar Nelson, poetessa e giornalista statunitense († 1935)
- 19 luglio - Adrienne Péan, tennista francese († 1958)
- 21 luglio - Ugo Clerici, sindacalista, giornalista e agente segreto italiano († 1943)
- 21 luglio - Charles Gondouin, rugbista a 15 e tiratore di fune francese († 1947)
- 21 luglio - Jérôme de Mayer, arciere belga († 1958)
- 21 luglio - Oskar Moll, pittore tedesco († 1947)
- 22 luglio - Hermann Bauer, ammiraglio tedesco († 1958)
- 22 luglio - Gustavo Ghidini, avvocato e politico italiano († 1965)
- 23 luglio - Ettore Marroni, giornalista italiano († 1943)
- 24 luglio - Jean Chastanié, siepista e mezzofondista francese († 1948)
- 25 luglio - Giovanni Cicali, ingegnere e scienziato italiano († 1952)
- 25 luglio - Jim Corbett, scrittore inglese († 1955)
- 25 luglio - Roberto De Ruggiero, giurista, scrittore e politico italiano († 1934)
- 25 luglio - Eugenia Falleni, criminale australiano († 1938)
- 25 luglio - Darwin Karr, attore statunitense († 1945)
- 26 luglio - Carl Gustav Jung, psichiatra, psicoanalista e antropologo svizzero († 1961)
- 26 luglio - Victor Lindberg, pallanuotista neozelandese († 1951)
- 26 luglio - Antonio Machado, poeta e scrittore spagnolo († 1939)
- 26 luglio - Corradino Mineo, matematico e geodeta italiano († 1960)
- 27 luglio - Lena Connell, fotografa britannica († 1949)
- 28 luglio - Rudolf Stähelin, medico svizzero († 1943)
- 29 luglio - William Balmer, calciatore britannico († 1961)
- 29 luglio - William Henry Reed, violinista, docente e compositore britannico († 1942)
- 30 luglio - Robert Altmayer, generale francese († 1959)
- 30 luglio - Angelo Vincenzo De Dominicis, medico italiano († 1936)
- 30 luglio - Aniceto Koplin, religioso e presbitero tedesco († 1941)
- 30 luglio - André Lemierre, batteriologo e medico francese († 1956)
- 31 luglio - Alexandre Denéréaz, compositore svizzero († 1947)
- 31 luglio - Kunio Yanagita, scrittore giapponese († 1962)
- 31 luglio - Harry Northrup, attore francese († 1936)
- 31 luglio - Jacques Villon, pittore francese († 1963)

## Agosto(64)
- 1º agosto - Herman Georges Berger, schermidore francese († 1924)
- 1º agosto - Madlaine Traverse, attrice statunitense († 1964)
- 2 agosto - Giuseppe Zamboni, filosofo e presbitero italiano († 1950)
- 3 agosto - Antonio Camaur, scultore e pittore italiano († 1919)
- 4 agosto - Attilio Ascarelli, medico italiano († 1962)
- 4 agosto - Italo Montemezzi, musicista e compositore italiano († 1952)
- 5 agosto - Clare Briggs, fumettista statunitense († 1930)
- 5 agosto - Innocenzo Cappa, avvocato e politico italiano († 1954)
- 6 agosto - Giuseppina Berettoni, mistica italiana († 1927)
- 7 agosto - Fabio Majorana, ingegnere italiano († 1934)
- 7 agosto - Alfred Powlesland, crickettista britannico († 1941)
- 7 agosto - Giovanni Vittani, archivista, paleografo e storico italiano († 1938)
- 8 agosto - Stanley Venn Ellis, militare e marinaio britannico († 1916)
- 8 agosto - Prithvi del Nepal, re nepalese († 1911)
- 8 agosto - Artur Bernardes, avvocato e politico brasiliano († 1955)
- 9 agosto - Bernardo Bertoglio, vescovo cattolico italiano († 1953)
- 9 agosto - Albert Ketèlbey, compositore e pianista inglese († 1959)
- 9 agosto - Ugo Lenzi, avvocato e politico italiano († 1953)
- 9 agosto - Primo Riccitelli, compositore italiano († 1941)
- 10 agosto - Michel Filippi, schermidore francese († 1951)
- 11 agosto - Daniel Soubeyran, canottiere francese († 1959)
- 12 agosto - Mezio Agostini, compositore italiano († 1944)
- 12 agosto - Ettore Panizza, compositore e direttore d'orchestra argentino († 1967)
- 13 agosto - Glauco Cambon, pittore italiano († 1930)
- 13 agosto - Karl Koch, botanico tedesco († 1964)
- 14 agosto - Eusebio Ayala, insegnante e politico paraguaiano († 1942)
- 14 agosto - Mstislav Valerianovič Dobužinskij, artista russo († 1957)
- 14 agosto - Gino De Martino, tennista e dirigente sportivo italiano († 1956)
- 15 agosto - Samuel Coleridge-Taylor, compositore e direttore d'orchestra britannico († 1912)
- 15 agosto - Eugenio Massi, missionario e vescovo cattolico italiano († 1944)
- 15 agosto - Giulio Natali, storico della letteratura italiano († 1965)
- 16 agosto - Marshall Stedman, attore, regista e commediografo statunitense († 1943)
- 16 agosto - Juho Sunila, politico finlandese († 1936)
- 18 agosto - Peder Andersen Fisker, imprenditore danese († 1975)
- 18 agosto - Alfredo Cairati, musicista, compositore e direttore d'orchestra italiano († 1960)
- 19 agosto - John Bray, mezzofondista statunitense († 1945)
- 19 agosto - Alphonse Georges, generale francese († 1951)
- 19 agosto - Giovanni Trussardi Volpi, pittore italiano († 1921)
- 20 agosto - Luigi Bigiarelli, atleta e dirigente sportivo italiano († 1908)
- 20 agosto - Saul Cernichovskij, poeta russo († 1943)
- 22 agosto - Constance Grosvenor, nobildonna inglese († 1957)
- 23 agosto - Adolf Brennecke, storico e archivista tedesco († 1946)
- 23 agosto - Howard Spencer, calciatore inglese († 1940)
- 24 agosto - Frank Craven, attore, sceneggiatore e regista statunitense († 1945)
- 25 agosto - Victor Campbell, militare e esploratore britannico († 1956)
- 25 agosto - Agnes Mowinckel, attrice e regista teatrale norvegese († 1963)
- 26 agosto - John Buchan, romanziere, poeta e politico scozzese († 1940)
- 26 agosto - Arthur Chadwick, calciatore e allenatore di calcio inglese († 1936)
- 26 agosto - Armand Isaac-Bénédic, giocatore di curling francese († 1962)
- 26 agosto - Giuseppe Vitali, matematico italiano († 1932)
- 27 agosto - Katharine McCormick, attivista e filantropa statunitense († 1967)
- 28 agosto - Calisto Bertramo, attore italiano († 1941)
- 28 agosto - Marco Levi Bianchini, psichiatra e psicoanalista italiano († 1961)
- 28 agosto - Aleksej Michajlovič Romanov, nobile russo († 1895)
- 28 agosto - Robert John Strutt Rayleigh, fisico inglese († 1947)
- 28 agosto - Frances Gillespy Wickes, psicologa e scrittrice statunitense († 1967)
- 29 agosto - Daniele Angeloni, dirigente sportivo, allenatore di calcio e calciatore italiano († 1957)
- 29 agosto - Leonardo De Lorenzo, flautista italiano († 1962)
- 29 agosto - Robert Forde, marinaio e esploratore irlandese († 1959)
- 29 agosto - Maurice Level, romanziere francese († 1926)
- 30 agosto - Settimo Bocconi, incisore e museologo italiano († 1959)
- 30 agosto - Sebastiano Consoli, scrittore, drammaturgo e archeologo italiano († 1956)
- 31 agosto - Hamid Ali Khan di Rampur, principe indiano († 1930)
- 31 agosto - Eddie Plank, giocatore di baseball statunitense († 1926)

## Settembre(60)
- 1º settembre - Edgar Rice Burroughs, scrittore statunitense († 1950)
- 3 settembre - Ferdinand Porsche, ingegnere e imprenditore austriaco († 1951)
- 3 settembre - Guido Sagramoso, ingegnere, dirigente d'azienda e politico italiano († 1945)
- 4 settembre - Carolina Isolani, scrittrice e filantropa italiana († 1945)
- 5 settembre - Carl Froelich, regista, direttore della fotografia e produttore cinematografico tedesco († 1953)
- 5 settembre - Jimmy Settle, calciatore inglese († 1954)
- 5 settembre - Renato Simoni, critico teatrale, giornalista e commediografo italiano († 1952)
- 6 settembre - Giuseppe Cangiano, poliziotto italiano († 1920)
- 6 settembre - Giuseppe Santonastaso, politico e avvocato italiano († 1959)
- 6 settembre - Giovanni Voltini, pittore e scenografo italiano († 1964)
- 7 settembre - Gavino Dessì Deliperi, politico e avvocato italiano († 1950)
- 8 settembre - Arnolfo Bacotich, storico e giornalista italiano († 1940)
- 8 settembre - Wolfgang Neff, regista e attore austriaco († 1939)
- 9 settembre - Alfredo Rocco, giurista e politico italiano († 1935)
- 9 settembre - Delphia Welford, supercentenaria statunitense († 1992)
- 10 settembre - Clare Hoffman, politico statunitense († 1967)
- 10 settembre - Fritz Ludwig Neumeyer, imprenditore tedesco († 1935)
- 11 settembre - Ernest Hébrard, archeologo, architetto e urbanista francese († 1933)
- 11 settembre - Ștefan Octavian Iosif, poeta e traduttore rumeno († 1913)
- 12 settembre - Giacomo Almirante, attore italiano († 1944)
- 12 settembre - Giovanni Battista Bibolini, imprenditore, armatore e dirigente sportivo italiano († 1955)
- 12 settembre - Giovanni Di Cristina, pediatra italiano († 1928)
- 12 settembre - Oleksandr Antonovyč Košic', musicista, compositore e direttore d'orchestra ucraino († 1944)
- 12 settembre - Leonzio Pérez Ramos, presbitero spagnolo († 1936)
- 12 settembre - Francesco Tommasini, diplomatico italiano († 1945)
- 13 settembre - Carlo Carnazza, politico e imprenditore italiano
- 13 settembre - Delly, scrittrice francese († 1947)
- 14 settembre - Angelo Barbagelata, ingegnere elettrotecnico italiano († 1960)
- 15 settembre - Louis J. Gasnier, regista francese († 1963)
- 15 settembre - James Jackson, calciatore scozzese
- 16 settembre - Enno Littmann, orientalista tedesco († 1958)
- 16 settembre - Luigi Savorini, bibliotecario, storico e bibliografo italiano († 1937)
- 17 settembre - Charles Cobb, matematico e economista statunitense († 1949)
- 17 settembre - Herbert Jamison, velocista statunitense († 1938)
- 17 settembre - E.A. Martin, regista e sceneggiatore statunitense († 1926)
- 17 settembre - Luigi Miliani, scacchista e ingegnere italiano († 1944)
- 18 settembre - Henriette Renié, arpista e compositrice francese († 1956)
- 18 settembre - Fred Warmbold, lottatore statunitense († 1926)
- 20 settembre - Matthias Erzberger, politico, diplomatico e saggista tedesco († 1921)
- 21 settembre - Hans Ingi Hedemark, tenore e attore norvegese († 1930)
- 22 settembre - Ernesto Felli, fantino italiano († 1937)
- 22 settembre - Ferdinand Périer, arcivescovo cattolico belga († 1968)
- 22 settembre - Adelaide di Schaumburg-Lippe, principessa tedesca († 1971)
- 22 settembre - Mikalojus Konstantinas Čiurlionis, compositore e pittore lituano († 1911)
- 23 settembre - Filippo De Nobili, scrittore italiano († 1962)
- 24 settembre - Ivan Chudoleev, attore russo († 1932)
- 25 settembre - Fernando Álvarez de Sotomayor, pittore spagnolo († 1960)
- 25 settembre - Emil Lask, filosofo tedesco († 1915)
- 26 settembre - Eric Campbell Geddes, imprenditore e politico britannico († 1937)
- 26 settembre - Alfred von Radio-Radhis, alpinista, imprenditore e saggista austriaco († 1957)
- 27 settembre - Sergej Legat, ballerino russo († 1905)
- 27 settembre - Cléo de Mérode, ballerina, modella e socialite francese († 1966)
- 28 settembre - Hermine Bosetti, soprano tedesco († 1936)
- 29 settembre - Alphonzo Bell, imprenditore e tennista statunitense († 1947)
- 29 settembre - Henrik Lund, pastore protestante, pittore e paroliere groenlandese († 1948)
- 29 settembre - Alexandre Maspoli, sollevatore, lunghista e scultore francese († 1943)
- 30 settembre - Fred Fisher, cantautore statunitense († 1942)
- 30 settembre - Paolo Maranini, giornalista e sindacalista italiano († 1941)
- 30 settembre - Adriano Marinetti, militare e politico italiano († 1954)
- 30 settembre - Olivia Rossetti Agresti, scrittrice, traduttrice e editrice inglese († 1960)

## Ottobre(65)
- 1º ottobre - Eugeen Van Mieghem, pittore belga († 1930)
- 2 ottobre - Eugenio Boegan, esploratore e speleologo italiano († 1939)
- 3 ottobre - Dr. Atl, pittore e scrittore messicano († 1964)
- 4 ottobre - Ernesto De Curtis, compositore italiano († 1937)
- 4 ottobre - Michele Delle Donne, magistrato e politico italiano († 1975)
- 4 ottobre - Ferruccio Mengaroni, ceramista italiano († 1925)
- 5 ottobre - Leopoldo Parodi Delfino, imprenditore, banchiere e politico italiano († 1945)
- 5 ottobre - Cyril Rootham, compositore, direttore d'orchestra e organista inglese († 1938)
- 6 ottobre - Arthur Allers, velista norvegese († 1961)
- 7 ottobre - Raymond Clare Archibald, matematico canadese († 1955)
- 7 ottobre - Bonfilio Paolazzi, politico italiano († 1963)
- 8 ottobre - Domenico Cortopassi, compositore e direttore d'orchestra italiano († 1961)
- 8 ottobre - Laurence Doherty, tennista britannico († 1919)
- 8 ottobre - Enno Walther Huth, imprenditore tedesco († 1964)
- 8 ottobre - Vera Aleksandrovna Trefilova, danzatrice russa († 1943)
- 10 ottobre - Francesco di Baviera, principe († 1957)
- 11 ottobre - Ettore Janni, giornalista, critico letterario e politico italiano († 1956)
- 12 ottobre - Aleister Crowley, esoterista, astrologo e scrittore britannico († 1947)
- 12 ottobre - Joseph Dempsey, canottiere statunitense († 1942)
- 13 ottobre - Pietro Ermenegildo Daniele, matematico italiano († 1949)
- 13 ottobre - Matteo Della Corte, archeologo e epigrafista italiano († 1962)
- 13 ottobre - Serafino Marchionni, monaco cristiano e inventore italiano († 1963)
- 15 ottobre - Nicolas Benoit, militare e educatore francese († 1914)
- 15 ottobre - Emmanuel de Blommaert, cavaliere belga († 1944)
- 15 ottobre - André-Louis Cholesky, matematico e militare francese († 1918)
- 15 ottobre - Pietro d'Orléans-Braganza, principe brasiliano († 1940)
- 16 ottobre - Hiroyasu Fushimi, ammiraglio giapponese († 1946)
- 17 ottobre - Augusto Béguinot, botanico italiano († 1940)
- 17 ottobre - Jean-René Calloc'h, presbitero e missionario francese († 1928)
- 18 ottobre - Harry Yarnell, ammiraglio statunitense († 1959)
- 19 ottobre - Theodor Duesterberg, politico e militare tedesco († 1950)
- 19 ottobre - Paul Lebréton, tennista francese († 1960)
- 20 ottobre - Renato Pampanini, botanico italiano († 1949)
- 20 ottobre - Marziano Perosi, compositore e organista italiano († 1959)
- 20 ottobre - Edgar Selwyn, attore, commediografo e regista statunitense († 1944)
- 20 ottobre - Heinrich Wolf, scacchista austriaco († 1943)
- 22 ottobre - Rose Dione, attrice francese († 1936)
- 23 ottobre - Gilbert Lewis, chimico statunitense († 1946)
- 23 ottobre - Archie Lockhart, giocatore di curling canadese († 1941)
- 23 ottobre - Carl Emil Pettersson, marinaio svedese († 1937)
- 23 ottobre - Karl von Prager, generale tedesco († 1959)
- 23 ottobre - Dionysio Typaldos, medico e diplomatico greco († 1955)
- 24 ottobre - Marion Fairfax, sceneggiatrice, commediografa e montatrice statunitense († 1970)
- 24 ottobre - Amedeo Perna, odontoiatra e politico italiano († 1948)
- 25 ottobre - Arthur Birkett, crickettista britannico († 1941)
- 25 ottobre - Guglielmo Felice Damiani, poeta e critico letterario italiano († 1904)
- 25 ottobre - Teresa Marangoni, attrice italiana († 1961)
- 26 ottobre - Lewis Casson, attore e regista teatrale britannico († 1969)
- 26 ottobre - Silvio Corio, anarchico italiano († 1954)
- 26 ottobre - Svetozar Pribićević, politico serbo († 1936)
- 26 ottobre - Giuditta Sommaruga, filantropa italiana († 1964)
- 27 ottobre - Riccardo Cordiferro, scrittore, poeta e paroliere italiano († 1940)
- 27 ottobre - Danilo Kalafatović, generale serbo († 1946)
- 27 ottobre - Eric Phipps, diplomatico inglese († 1945)
- 28 ottobre - Pino Hensemberger, imprenditore italiano († 1944)
- 29 ottobre - Alva Blanchard Adams, politico statunitense († 1941)
- 29 ottobre - Jacob Gundersen, lottatore norvegese († 1968)
- 29 ottobre - Maria di Sassonia-Coburgo-Gotha, principessa († 1938)
- 29 ottobre - Rebeca Matte Bello, scultrice cilena († 1929)
- 29 ottobre - Otto Wiegand, ginnasta e multiplista tedesco († 1939)
- 30 ottobre - Avetik Isahakyan, poeta armeno († 1957)
- 31 ottobre - Eugene Meyer, banchiere e editore statunitense († 1959)
- 31 ottobre - Vallabhbhai Patel, politico indiano († 1950)
- 31 ottobre - Heinrich Thyssen-Bornemisza, imprenditore e collezionista d'arte tedesco († 1947)
- 31 ottobre - Leone Zamenhof, medico e esperantista polacco († 1934)

## Novembre(57)
- 1º novembre - Justus Miles Forman, scrittore e commediografo statunitense († 1915)
- 1º novembre - Adolf Tannert, ginnasta tedesco († 1961)
- 2 novembre - Henri Frotier de La Messelière, storico e genealogista francese († 1965)
- 3 novembre - Sergej Eliseev, sollevatore russo († 1937)
- 3 novembre - Michael Lang, ginnasta e multiplista statunitense († 1962)
- 4 novembre - Giuseppe Bonelli, archivista, paleografo e storico italiano († 1956)
- 4 novembre - Arthur Crispien, politico, giornalista e pittore tedesco († 1946)
- 4 novembre - August Gustafsson, tiratore di fune svedese († 1938)
- 4 novembre - Abel Lafleur, scultore francese († 1953)
- 4 novembre - Carlotta Zambelli, ballerina italiana († 1968)
- 6 novembre - Pompeo Aloisi, ammiraglio, agente segreto e diplomatico italiano († 1949)
- 6 novembre - Giuseppe Bruccoleri, avvocato, giornalista e scrittore italiano († 1937)
- 6 novembre - Roland Burrage Dixon, antropologo statunitense († 1934)
- 6 novembre - Camilla Pasini, soprano italiano († 1935)
- 7 novembre - Augusta Anderson, attrice svedese († 1951)
- 7 novembre - Eduardo Di Giovanni, avvocato e politico italiano († 1979)
- 8 novembre - John Brearley, calciatore e allenatore di calcio inglese († 1944)
- 8 novembre - Qiu Jin, rivoluzionaria e scrittrice cinese († 1907)
- 8 novembre - Franz Thorbecke, geografo tedesco († 1945)
- 8 novembre - Joseph Wauters, politico belga († 1929)
- 9 novembre - Rudolf von Sebottendorff, ingegnere, agente segreto e esoterista tedesco († 1945)
- 10 novembre - Manuel de Argüelles, politico e banchiere spagnolo († 1945)
- 10 novembre - Hansi Niese, attrice austriaca († 1934)
- 11 novembre - Vesto Slipher, astronomo statunitense († 1969)
- 11 novembre - Anscar Vonier, teologo tedesco († 1938)
- 12 novembre - Du Xigui, ammiraglio e politico cinese († 1933)
- 12 novembre - Richard Neill, attore statunitense († 1970)
- 13 novembre - Kuno Klebelsberg, politico ungherese († 1932)
- 13 novembre - James Swinnerton, fumettista e pittore statunitense († 1974)
- 14 novembre - Jakob Schaffner, scrittore svizzero († 1944)
- 14 novembre - Gregorio del Pilar, generale filippino († 1899)
- 15 novembre - Jeff Kidder, statunitense († 1908)
- 15 novembre - Domenico Menna, arcivescovo cattolico italiano († 1957)
- 15 novembre - Camillo Panizzardi, presbitero italiano († 1935)
- 16 novembre - Béla Békessy, schermidore ungherese († 1916)
- 18 novembre - Pelagio Rossi, politico italiano
- 19 novembre - Hiram Bingham, esploratore, archeologo e politico statunitense († 1956)
- 19 novembre - Michail Ivanovič Kalinin, politico e rivoluzionario sovietico († 1946)
- 19 novembre - Albert Stolz, pittore italiano († 1947)
- 20 novembre - Friedrich-Werner Graf von der Schulenburg, diplomatico tedesco († 1944)
- 22 novembre - Tomás Berreta, politico uruguaiano († 1947)
- 22 novembre - Jenő Landler, rivoluzionario, politico e avvocato ungherese († 1928)
- 22 novembre - Roscoe Lockwood, canottiere statunitense († 1960)
- 23 novembre - Anatolij Vasil'evič Lunačarskij, politico, scrittore e rivoluzionario russo († 1933)
- 24 novembre - Nobuyuki Abe, generale e politico giapponese († 1953)
- 24 novembre - Albert Joseph, anarchico francese († 1908)
- 24 novembre - Louis-Mathieu Verdilhan, pittore francese († 1928)
- 26 novembre - Ion Adam, scrittore romeno († 1911)
- 26 novembre - William Burton, golfista statunitense († 1914)
- 26 novembre - Arrigo Frusta, giornalista, sceneggiatore e regista cinematografico italiano († 1965)
- 26 novembre - Martanda Bhairava Tondaiman, indiano († 1928)
- 27 novembre - Elsie Clews Parsons, antropologa, etnologa e sociologa statunitense († 1941)
- 27 novembre - Julius Lenhart, ginnasta e multiplista austriaco († 1962)
- 27 novembre - Franz Xaver Schwarz, politico e funzionario tedesco († 1947)
- 28 novembre - Luigi La Rosa, politico italiano († 1952)
- 30 novembre - Zaccaria Bricito, politico italiano († 1962)
- 30 novembre - Otto Strandman, politico, avvocato e diplomatico estone († 1941)

## Dicembre(61)
- 1º dicembre - Louis Malvy, politico francese († 1949)
- 1º dicembre - Samuel Mqhayi, scrittore e poeta sudafricano († 1945)
- 2 dicembre - Ines Cristina Zacconi, attrice italiana († 1955)
- 2 dicembre - Frank Reicher, attore, regista e produttore cinematografico tedesco († 1965)
- 2 dicembre - Paul-Frédéric Rollet, generale francese († 1941)
- 3 dicembre - Émile Delchambre, canottiere francese († 1958)
- 3 dicembre - Bernhard Lichtenberg, presbitero tedesco († 1943)
- 3 dicembre - Leopoldo Zurlo, politico italiano († 1959)
- 4 dicembre - Giovanni Pranzini, vescovo cattolico italiano († 1935)
- 4 dicembre - Rainer Maria Rilke, scrittore, poeta e drammaturgo austriaco († 1926)
- 5 dicembre - Delia Akeley, esploratrice statunitense († 1970)
- 5 dicembre - Ángel Castro y Argiz, militare spagnolo († 1956)
- 5 dicembre - Arthur Currie, generale canadese († 1933)
- 5 dicembre - Manuel Romerales Quintero, generale spagnolo († 1936)
- 6 dicembre - Albert Bond Lambert, golfista e aviatore statunitense († 1946)
- 6 dicembre - Vincenzo Lodigiani, imprenditore e ingegnere italiano († 1942)
- 6 dicembre - Evelyn Underhill, scrittrice inglese († 1941)
- 7 dicembre - Coenraad V. Bos, pianista olandese († 1955)
- 7 dicembre - Fatali Khan Khoyski, avvocato e politico azero († 1920)
- 7 dicembre - Giuseppe Momo, ingegnere e architetto italiano († 1940)
- 8 dicembre - Yone Noguchi, poeta, scrittore e saggista giapponese († 1947)
- 8 dicembre - Wilfred Hudson Osgood, naturalista e biologo statunitense († 1947)
- 10 dicembre - Guido Milanesi, scrittore e militare italiano († 1956)
- 12 dicembre - Karel Kmetko, arcivescovo cattolico slovacco († 1948)
- 12 dicembre - Oreste Maggio, medico italiano († 1937)
- 12 dicembre - Gerd von Rundstedt, generale tedesco († 1953)
- 14 dicembre - Dobri Hristov, compositore e direttore d'orchestra bulgaro († 1941)
- 14 dicembre - Paul Löbe, politico e giornalista tedesco († 1967)
- 15 dicembre - Arturo Giuliano, militare e politico italiano († 1949)
- 15 dicembre - Oscar Olsen, tiratore di fune e sollevatore statunitense († 1962)
- 15 dicembre - Luigi Pigarelli, compositore e magistrato italiano († 1964)
- 16 dicembre - Justí Guitart i Vilardebó, vescovo cattolico spagnolo († 1940)
- 16 dicembre - Curuppumullage Jinarajadasa, esoterista, scrittore e orientalista singalese († 1953)
- 17 dicembre - William Wadsworth, canottiere canadese († 1971)
- 18 dicembre - Solomon Farley Acree, chimico statunitense († 1957)
- 19 dicembre - Erich Klossowski, storico dell'arte e pittore tedesco († 1949)
- 19 dicembre - Mileva Marić, fisica serba († 1948)
- 20 dicembre - Anastasia Arnaoutoglou, insegnante greca
- 20 dicembre - Henri Callot, schermidore francese († 1956)
- 20 dicembre - Francesco Paolo Cantelli, matematico e statistico italiano († 1966)
- 20 dicembre - Charles Clapper, lottatore statunitense († 1937)
- 20 dicembre - Gérard d'Houville, scrittrice francese († 1963)
- 20 dicembre - Harold Kauffman, tennista statunitense († 1936)
- 20 dicembre - Matt McGrath, martellista e tiratore di fune statunitense († 1941)
- 20 dicembre - Bill Raisbeck, calciatore scozzese († 1946)
- 22 dicembre - Alexander Petrunkevitch, aracnologo e entomologo russo († 1964)
- 24 dicembre - Otto Ender, politico austriaco († 1960)
- 24 dicembre - Patrizio Fracassi, scultore italiano († 1903)
- 24 dicembre - Eugenio Genero, poeta italiano († 1947)
- 24 dicembre - Émile Wegelin, canottiere e pittore francese († 1962)
- 25 dicembre - Orazio Cipriani, giornalista e banchiere italiano († 1942)
- 25 dicembre - Theodor Innitzer, cardinale e arcivescovo cattolico austriaco († 1955)
- 25 dicembre - Freydoun Malkom, schermidore persiano († 1954)
- 26 dicembre - Eugenio De Renzi, generale italiano († 1947)
- 27 dicembre - Karl Malmström, tuffatore svedese († 1938)
- 27 dicembre - Sisowath Monivong, re cambogiano († 1941)
- 27 dicembre - George Stapf, ginnasta e multiplista statunitense († 1957)
- 29 dicembre - Caroline Frances Cooke, attrice e sceneggiatrice statunitense († 1962)
- 29 dicembre - Nicodemo Del Vasto, magistrato e politico italiano († 1940)
- 29 dicembre - Lionel Giles, orientalista, scrittore e filosofo britannico († 1958)
- 30 dicembre - Jean-Guy Gautier, rugbista a 15 e velocista francese († 1938)

## Senza giorno specificato(70)
- Elenore Abbott, illustratrice, scenografa e pittrice statunitense († 1935)
- Mulay Abd al-Hafiz, sultano marocchino († 1937)
- Curt Adam, oculista tedesco († 1941)
- Benediktos Adamantiades, oculista greco († 1962)
- Walter Andrae, archeologo tedesco († 1956)
- André Baillon, scrittore belga († 1932)
- Robert Bartlett, esploratore statunitense († 1946)
- Domenico Bassi, religioso e pedagogista italiano († 1940)
- Giovanni Baviera, giurista e politico italiano († 1963)
- Orsino Bongi, architetto italiano († 1921)
- Arthur Callender, ingegnere e architetto inglese († 1936)
- Giulio Casanova, architetto e ceramista italiano († 1961)
- Gaetano Cellini, scultore e pittore italiano († 1957)
- Fermín Zanón Cervera, zoologo spagnolo († 1944)
- Edwin J. Collins, regista britannico († 1937)
- Aurelio Craffonara, pittore italiano († 1945)
- John William Dunne, scrittore e pioniere dell'aviazione irlandese († 1949)
- Monk Eastman, criminale statunitense († 1920)
- Luigi Ferrara, giurista italiano († 1950)
- Nino Ferrari, ingegnere e architetto italiano († 1941)
- Domenico Gaido, regista, sceneggiatore e costumista italiano († 1950)
- Giuseppe II di Alessandria, vescovo cristiano orientale egiziano († 1956)
- Martin Grabmann, storico tedesco († 1949)
- Evie Greene, attrice e cantante britannica († 1917)
- Jan Guzyk, sensitivo polacco († 1928)
- Arthur Hill, attore teatrale e regista britannico († 1932)
- Ida Isori, cantante italiana († 1926)
- Rida Johnson Young, commediografa, librettista e compositrice statunitense († 1926)
- Ernest Joyce, esploratore e navigatore britannico († 1940)
- Malik Umar Hayat Khan, generale indiano († 1944)
- Carolina Lanzani, storica italiana
- Alfredo Lenci, direttore della fotografia italiano († 1959)
- Tom George Longstaff, alpinista britannico († 1964)
- Carlile Aylmer Macartney, storico inglese († 1978)
- Malekeh Jahan, principessa persiana († 1947)
- Angelo Manzocchi, imprenditore, partigiano e politico italiano († 1951)
- Rita Martin, fotografa e pittrice britannica († 1958)
- Tito Marziali, avvocato, politico e sindacalista italiano († 1966)
- Eugenio Mele, ispanista e traduttore italiano († 1969)
- Luigi Monti, scrittore e farmacista italiano († 1935)
- Jakob Morenga, guerrigliero namibiano († 1907)
- Oleksandr Muraško, pittore ucraino († 1919)
- Louis Nattero, pittore francese († 1915)
- Kristo Negovani, religioso e scrittore albanese († 1905)
- Alexandros Nikolopoulos, sollevatore greco († 1970)
- Orlando Orlandi, pubblicitario italiano († 1935)
- Georgios Papasideris, pesista, discobolo e sollevatore greco († 1920)
- Panagiōtīs Paraskeuopoulos, discobolo e pesista greco († 1956)
- Douglas Payne, attore britannico († 1935)
- Vittorio Piva, giornalista italiano († 1907)
- Alfred Plauzeau, pittore francese († 1918)
- Leonilda Prato, fotografa italiana († 1958)
- Hermann Wilhelm Prell, archettaio tedesco († 1925)
- Giovanni Ricci, missionario italiano († 1941)
- Salvatore Romano, mercante d'arte e antiquario italiano († 1955)
- Henry Roussel, attore, regista e sceneggiatore francese († 1946)
- Helen Rowland, giornalista e umorista statunitense († 1950)
- Vladimir Aleksandrovič Rusanov, geologo e esploratore russo
- Walter Stradling, direttore della fotografia inglese († 1918)
- George S. Talbot, compositore inglese († 1918)
- Giuseppe Tonnini, scultore italiano († 1954)
- Roberto Troncone, fotografo, regista e produttore cinematografico italiano († 1947)
- Charilaos Vasilakos, maratoneta e marciatore greco († 1964)
- Elvino Ventura, tenore italiano († 1931)
- Paul Vulliaud, scrittore, traduttore e pittore francese († 1950)
- Elchonon Wasserman, rabbino lituano († 1941)
- Arthur White Greeley, fisiologo e ittiologo statunitense († 1904)
- Chrīstos Zoumīs, triplista greco
- Hashim el-Atassi, politico siriano († 1960)
- Nura bint 'Abd al-Rahman Al Sa'ud, principessa saudita († 1950)